# Tremadoc
Tremadoc (ang. Tremadoc Bay, wal. Bae Tremadog) – zatoka w północno-zachodniej Walii, północna odnoga zatoki Cardigan.